# Сюй Иньчуань
Сюй Иньчуань (кит. упр. 许银川, пиньинь Xǔ Yínchuān, род. 5 августа 1975 г., в уезде Хуэйлай провинции Гуандун, Китай) — один из сильнейших игроков в сянци в мире. 6-кратный чемпион Китая по сянци, 3-кратный чемпион мира по сянци, победитель множества других турниров по сянци.

## Биография
Сюй родился  5 августа 1975 года, в уезде Хуэйлай китайской провинции Гуандун. Один из сильнейших гроссмейстеров сянци провинции Гуандун, известной как родина множества известных гроссмейстеров сянци, включая Ян Гуаньлиня, Цай Фужу и Люй Циня. В целом, стиль Сюя сравнивают с тайцзи, то есть он побеждает мирно. Сюй крайне силён в эндшпиле, за что получил прозвище «Призрак кунфу» (鬼魅残功). Впервые Сюй стал чемпионом Китая в 18 лет, это второй в истории результат после Ху Жунхуа.

## Основные достижения в сянци
- Чемпион Индивидуального чемпионата Китая по сянци 1993, 1996, 1998, 2001, 2006 и 2009 года.
- Ведущий игрок команды, ставшей чемпионом Китайской национальной лиги сянци в 1989, 1993, 1999, 2000, 2001, 2002, 2004 и 2006 году.
- Чемпион 7-го индивидуального Чемпионата Азии по сянци.
- Ведущий игрок команды Китая, ставшей чемпионом в 7-м, 8-м и 9-м Чемпионате Азии по сянци.
- Победитель 6-го, 8-го и 10-го Чемпионата мира по сянци[англ.][2].